# Challenger de Zadar
El Zadar Open es un torneo profesional de tenis. Pertenece al ATP Challenger Tour. Se juega desde el año 2021 sobre pistas de tierra batida al aire libre, en Zadar, Croacia.

## Palmarés

### Individuales
| Año  | Campeón              | Finalista        | Resultado        |
| ---- | -------------------- | ---------------- | ---------------- |
| 2021 | Nikola Milojević     | Dimitar Kuzmanov | 2–6, 6–2, 7–6(5) |
| 2022 | Flavio Cobolli       | Daniel Michalski | 6–4, 6–2         |
| 2023 | Alessandro Giannessi | Sebastian Ofner  | 6–4, 5–7, 7–6(6) |
| 2024 | Jozef Kovalík        | Adrian Andreev   | 6–4, 6–2         |
| 2025 | Borna Ćorić          | Valentin Royer   | 3–6, 6–2, 6–3    |

### Dobles
| Año  | Campeones                      | Finalistas                      | Resultado           |
| ---- | ------------------------------ | ------------------------------- | ------------------- |
| 2021 | Blaž Kavčič Blaž Rola          | Lukáš Klein Alex Molčan         | 2–6, 6–2, [10–3]    |
| 2022 | Zdeněk Kolář Andrea Vavassori  | Franco Agamenone Manuel Guinard | 3–6, 7–6(7), [10–6] |
| 2023 | Manuel Guinard Nino Serdarušić | Ivan Sabanov Matej Sabanov      | 6–4, 6–0            |
| 2024 | Manuel Guinard Grégoire Jacq   | Roman Jebavý Zdeněk Kolář       | 6–4, 6–4            |
| 2025 | Zdeněk Kolář Neil Oberleitner  | Denys Molchanov Mick Veldheer   | 6–3, 6–4            |